# Ghedi
Ghedi là một đô thị thuộc tỉnh Brescia dans la Lombardia ở Ý. Đô thị này có diện tích 60 km², dân số thời điểm 31 tháng 12 năm 2004 là 16.785 người.
Đô thị này có các làng sau: Belvedere, Ponterosso.
Đô thị này giáp với các đô thị sau: Bagnolo Mella, Borgosatollo, Calvisano, Castenedolo, Gottolengo, Isorella, Leno, Montichiari, Montirone.